# Phthiria ovalicornis
Phthiria ovalicornis är en tvåvingeart som beskrevs av Hesse 1975. Phthiria ovalicornis ingår i släktet Phthiria och familjen svävflugor. Inga underarter finns listade i Catalogue of Life.